# Ælfric Modercope
Ælfric Modercope (antico inglese: Ælfrīc Mōdercoppe; lingua norrena: *Alfrīkr Mōðirkoppr) (fl. XI secolo) noto anche come Alfric de Modercope, è stato un thegn anglo-norreno originario dell'Anglia orientale.

## Biografia
Nonostante il nome Ælfric sia tipico dell'antico inglese, il soprannome Modercope o Modercoppe è norreno. Questo fatto è tipico del periodo in cui un forte movimento anglo-danese e tre re danesi consecutivi ressero il trono prima dell'avvento di Edoardo il Confessore nel 1042. Ælfric aveva un forte legame a corte, ma il suo ruolo ed il suo status sono anomali. Secondo una teoria Ælfric sarebbe stato il dapifer (cameriere) della regina Emma di Normandia (m. 1052), moglie di re Canuto e, prima di questo, seconda moglie di Etelredo II d'Inghilterra (m. 1016). Questo spiegherebbe la sua posizione.
Si ritiene che Ælfric sia stato il primo a citare il nome di 'Lodne' o Loddon, piccola cittadina del South Norfolk. Lo fece all'interno del suo testamento.